# Aymaria jarmila
Aymaria jarmila is een spinnensoort uit de familie trilspinnen (Pholcidae). De soort komt voor op de Galapagoseilanden.